# Xylopia flamignii
Xylopia flamignii är en kirimojaväxtart som beskrevs av Raymond Boutique. Xylopia flamignii ingår i släktet Xylopia och familjen kirimojaväxter. Inga underarter finns listade i Catalogue of Life.